# Мілош Міланович
Мілош Міланович (23 вересня 1993, Чупрія) — сербський футбольний арбітр. Арбітр ФІФА та УЄФА з 2021 року. Судить матчі Суперліги з 2018 року.

## Суддівська кар'єра
31 жовтня 2018 року Міланович обслужив свій перший матч у чемпіонаті Сербії. У матчі між «Вождовац» (Бєлград) і «Рад» (2–0) арбітр сім разів показав жовту картку.
У єврокубках він дебютував під час матчу «Діла» (Горі) — МШК «Жиліна» в рамках першого кваліфікаційного раунду Ліги конференцій Європи УЄФА. Матч закінчився з рахунком 2–1, і суддя показав десятьом гравцям жовті картки.
4 вересня 2021 року він відсудив свій перший матч на рівні національних збірних, коли Боснія і Герцеговина перемогла з рахунком 1–0 проти Кувейту з голом Смаїла Превляка. Під час цього матчу Міланович показав жовті картки чотирьом гравцям.
Судив фінал кубка Сербії 2022 року.

## Міжнародні матчі
| Дата           | Місце                        | Матч                          | Результат | Турнір             | ЖК | YK · YK · RK | RK |
| -------------- | ---------------------------- | ----------------------------- | --------- | ------------------ | -- | ------------ | -- |
| 4 вересня 2021 | Зениця, Боснія і Герцеговина | Боснія і Герцеговина — Кувейт | 1 — 0     | товариський        | 4  | 0            | 0  |
| 10 жовтня 2024 | Кишинів, Молдова             | Молдова — Андорра             | 2 — 0     | Ліга націй 2024/25 | 8  | 0            | 0  |